# Ħal-Saflieni Hypogeum
Ħal-Saflieni Hypogeum er en underjordisk struktur i Paola i Malta, der kan dateres til år 2.500 f.Kr. i den maltesiske forhistoriske tid. Den omtales som oftest bare som Hypogeum (maltesisk: Ipoġew), og anses for oprindeligt at have været en helligdom, som med tiden blev til et nekropolis i forhistorisk tid, og rent faktisk er resterne af mere end 7.000 individer blevet fundet her. Hypogeumet er den eneste kendte underjordiske struktur i verden fra bronzealderen, og har været på UNESCOs Verdensarvsliste siden 1980.